# Targa Florio 1960

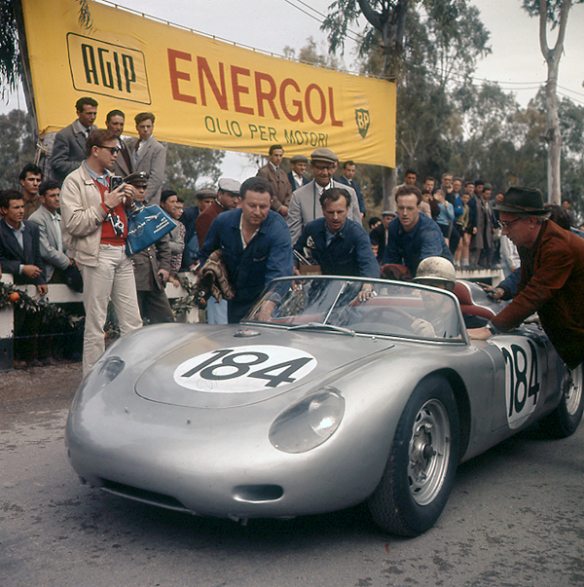
Joakim Bonnier im Siegerwagen Porsche 718 RS 60

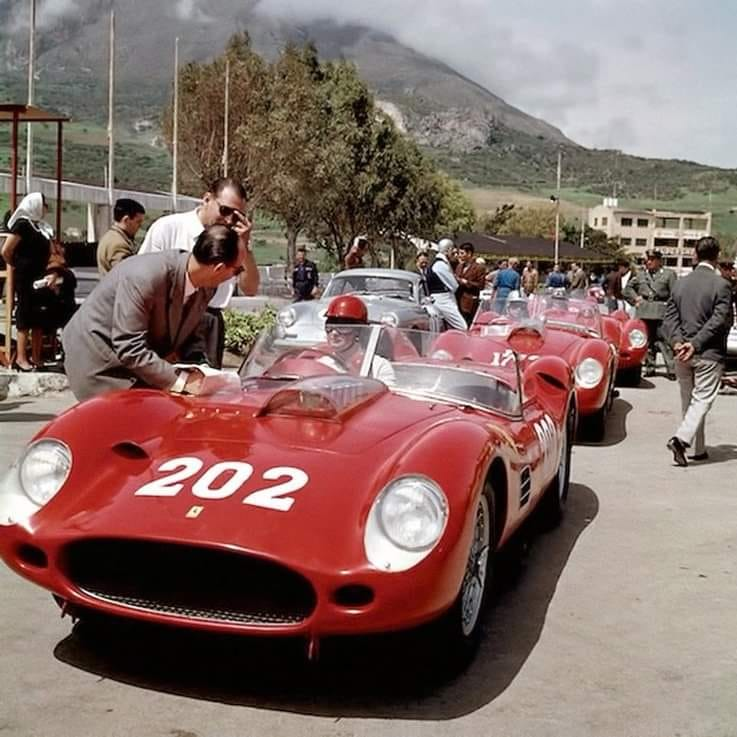
Der Ferrari 250TR59 von Cliff Allison (am Steuer) und Richie Ginther kurz vor dem Rennstart

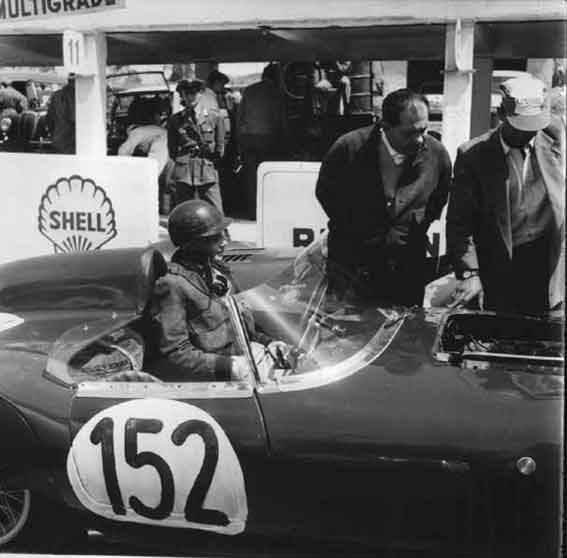
Anna-Maria Peduzzi im Osca F2/S 1500 während des Trainings

Die 44. Targa Florio, auch Targa Florio, Piccolo Circuito delle Madonie, Sicilia, fand am 8. Mai 1960 auf dem Piccolo circuito delle Madonie statt und war der dritte Wertungslauf der Sportwagen-Weltmeisterschaft dieses Jahres.

## Vor dem Rennen
Vor dem Rennwochenende der Targa Florio waren 1960 schon zwei Rennen zur Sportwagen-Weltmeisterschaft ausgefahren worden. Die Meisterschaftssaison begann im Januar mit dem 1000-km-Rennen von Buenos Aires. Auf dem Autódromo Municipal-Avenida Paz feierte die Scuderia Ferrari einen Doppelsieg. Cliff Allison und Phil Hill siegten vor ihren Teamkollegen Wolfgang Graf Berghe von Trips und Richie Ginther. Beide Teams bestritten das Rennen auf einem Ferrari 250TR59/60 Fantuzzi Spyder.
Im März trafen sich die Sportwagenteams in Florida und fuhren auf dem Sebring International Raceway das 12-Stunden-Rennen. Diesmal feierte Porsche einen Doppelsieg. Hans Herrmann und Olivier Gendebien gewannen auf einem Porsche 718 RS 60, den Joakim Bonnier gemeldet hatte, vor dem Brumos-718 von Bob Holbert, Roy Schechter und Howard Fowler.
In der Weltmeisterschaft lagen Ferrari und Porsche mit jeweils 12 Punkten an der ersten Stelle.

## Das Rennen
Nach dem Tod des Renngründers Vincenzo Florio im Januar des Vorjahres kümmerte sich bereits 1959 ein neues Rennkomitee um die Durchführung der Veranstaltung. Bis 1959 befanden sich die Büroräumlichkeiten des Komitees in Florio's Villa in Palermo. 1960 erfolgte die Übersiedlung in ein Appartement in der Via Lombardia.
Auf Anregung der für den Sportwagensport Verantwortlichen der Commission Sportive Internationale wurde die Renndistanz verkürzt. 1959 mussten auf dem 72 Kilometer langen Kurs 14 Runden zurückgelegt werden. Das Siegerteam Edgar Barth und Wolfgang Seidel im Porsche 718 RSK benötigte dafür 11:02:21,800 Stunden. Für die damals üblichen Mannschaften mit zwei Fahrern bedeutete das knapp 5½ Stunden Fahrzeit für jeden. Die Sportkommissäre empfanden dies als viel zu lange und verkürzten das Rennen auf 10 Runden und 720 zu fahrende Kilometer. Erstmals in der Geschichte des Rennens wurde für das freie Training die Strecke für den öffentlichen Verkehr gesperrt.
Nach dem schlechten Abschneiden 1959 schickte Enzo Ferrari vier Werkswagen nach Sizilien, mit unterschiedlichen Motoren und Aufhängungen. Der Ferrari Dino 246S von Wolfgang von Trips und Phil Phil Hill hatte einen 2,4-Liter-V6-Motor und eine hintere Starrachse. Der Dino 246S von Willy Mairesse, Ludovico Scarfiotti und Giulio Cabianca wurde von einem 2,7-Liter-V6-Motor angetrieben und hatte eine Einzelradaufhängung an allen vier Rädern. Dazu kamen ein 250TR und der komplett neue 250TRI, der am Testtag zum 24-Stunden-Rennen von Le Mans vorgestellt wurde und bei der Targa sein Renndebüt gab. Die größte Gegnerschaft für Ferrari kam auch in diesem Jahr von Porsche. Drei im Radstand verlängerte 718 gingen am Renntag an den Start. Mit dem Maserati Tipo 61 gab ein weiteres Fahrzeug sein Targa-Debüt. Eingesetzt wurde der Wagen von Camoradi Racing, der Rennmannschaft des US-amerikanischen Rennfahrers Lloyd Casner. Als Fahrer wurden Umberto Maglioli und der junge Sizilianer Nino Vaccarella verpflichtet. Vaccarella, der Sohn eines Rechtsanwalts aus Palermo und Student der Literaturwissenschaft an der dortigen Universität, hatte 1958 auf einer Lancia Aurelia seine erste Targa Florio bestritten.
Der erste Ferrari scheiterte schon im Training, als Cliff Allison im neuen 250TRI einen Stein überfuhr. Der Reifen platzte und Allison hatte einen Unfall. Dabei wurde der Wagen so schwer beschädigt, dass er bis zum Renntag nicht mehr repariert werden konnte. In der Woche vor dem Renntag hatte es immer geregnet, die Strecke war an manchen Stellen nass und rutschig. Nach dem Start übernahm Joakim Bonnier im Porsche mit der Nummer 184 die Führung, gefolgt von Maglioli im Maserati. Wolfgang von Trips kam in der Anfangsphase mit dem Dino von der Strecke ab, konnte nach der Hilfe von Zuschauern, die den Ferrari wieder auf die Piste schoben, weiterfahren.
In der fünften Runde kam Maglioli als Führender in die Camoradi-Box und übergab den Maserati an seinen Teamkollegen Vaccarella. Zur Freude der unzähligen Zuschauer vor den Boxenanlagen und entlang der Strecke übergab ein Italiener einen italienischen Rennsportwagen an einen Sizilianer. Beim Maserati wurde nachgetankt und alle vier Reifen gewechselt. Bis zum Ende der siebten Runde hatte ein furios fahrender Vaccarella den knappen Vorsprung auf den Porsche von Edgar Barth und Graham Hill auf über 3 Minuten ausgebaut, als es am Beginn der achten Runde zum Drama kam. Vom Fahrer unbemerkt hatte ein aufgewirbelter Stein den Benzintank des Maserati aufgerissen. Erst als der Vierzylindermotor zu stottern begann, ahnte er Ungemach. Als er am Streckenrand anhielt, betrug der Vorsprung auf den zweitplatzierten Graham Hill mehr als vier Minuten. Rasch sammelten sich Zuschauer um den Wagen und bejubelten den verzweifelten Vaccarella. Es verging einige Zeit, in der er den Menschen klarzumachen versuchte, dass er dringend Benzin benötige. Einer erkannte den Ernst der Lage und zapfte von seinem PKW Treibstoff ab, füllte ihn in leere Weinflaschen und brachte damit den Maserati wieder zum Laufen. Allerdings kam Vaccarella nur wenige Kilometer weit. Vor der Ortseinfahrt von Caltavuturo blieb der Wagen endgültig ohne Treibstoff liegen.
Inzwischen hatte Joakim Bonnier wieder die Führung übernommen, der mit Rennpartner Hans Herrmann für Porsche das Rennen mit großem Vorsprung auf den Ferrari von Phil Hill und Wolfgang von Trips gewann.

## Ergebnisse

### Schlussklassement
| 1               | S 2.0    | 184 | Porsche KG                 | Joakim Bonnier Hans Herrmann                       | Porsche 718 RS 60                  | 10 |
| 2               | S 3.0    | 194 | Scuderia Ferrari           | Wolfgang von Trips Phil Hill                       | Ferrari Dino 246S                  | 10 |
| 3               | S 2.0    | 176 | Porsche KG                 | Olivier Gendebien Hans Herrmann                    | Porsche 718 RS 60                  | 10 |
| 4               | S 3.0    | 198 | Scuderia Ferrari           | Willy Mairesse Ludovico Scarfiotti Giulio Cabianca | Ferrari Dino 246S                  | 10 |
| 5               | S 1.6    | 160 | Porsche KG                 | Edgar Barth Graham Hill                            | Porsche 718 RS 60                  | 10 |
| 6               | GT 2.5   | 116 | Paul-Ernst Strähle         | Paul-Ernst Strähle Dieter Lissmann Herbert Linge   | Porsche 356B Carrera Abarth GTL    | 10 |
| 7               | S 2.0    | 172 | North American Racing Team | Ricardo Rodríguez Pedro Rodríguez                  | Ferrari Dino 196S                  | 10 |
| 8               | GT 2.5   | 120 | Paul-Ernst Strähle         | Herbert Linge Dieter Lissmann Paul-Ernst Strähle   | Porsche 356B Carrera               | 10 |
| 9               | S 3.0    | 208 | Partenopea                 | Elio Lenza Antonio Maglione                        | Ferrari 250 GT SWB                 | 10 |
| 10              | GT + 2.5 | 134 | Scuderia Sant Ambroeus     | Edoardo Lualdi Giorgio Scarlatti                   | Ferrari 250 GT LWB                 | 10 |
| 11              | S 1.15   | 74  | Nineteen Racing Club       | Ada Pace Giancarlo Castellina                      | Osca S1100                         | 10 |
| 12              | S 3.0    | 204 | Scuderia Serenissima       | Gerino Gerini Salvatore La Pira                    | Ferrari 250 GT SWB                 | 10 |
| 13              | GT 1.3   | 50  | Monte Pellegrino           | Vincenzo Riolo Alessandro Federico                 | Alfa Romeo Giulietta SS            | 10 |
| 14              | GT 1.3   | 42  | Baldassare Taormina        | Baldassare Taormina „Saica“                        | Alfa Romeo Giulietta SV Zagato     | 10 |
| 15              | S 1.6    | 156 | Madunina                   | Gianni Brichetti Corrado Manfredini                | Osca S1500                         | 10 |
| 16              | GT 1.15  | 14  | Gérard Laureau             | Gérard Laureau Bernard Cahier                      | DB Coupé                           | 10 |
| 17              | S 1.6    | 152 | Aspromonte                 | Francesco Siracusa Anna Maria Peduzzi              | Osca F2/S 1500                     | 10 |
| 18              | S 3.0    | 206 | San Marco                  | Pietro Ferraro Armando Zampiero                    | Ferrari 250 GT SWB                 | 10 |
| 19              | GT 1.3   | 60  | Scuderia Ambrosiana        | Massimo Leto di Priolo Ottavio Prandoni            | Alfa Romeo Giulietta SZ            | 10 |
| 20              | GT 1.3   | 48  | Etna                       | Vito Coco Vito Sabbia                              | Alfa Romeo Giulietta Sprint Veloce | 10 |
| 21              | GT 2.5   | 118 | Montegrappa                | Luigi Mosca Giuseppe Cucchiarelli                  | Fiat 8V                            | 10 |
| 22              | GT 2.5   | 92  | Lloyd Casner               | Lloyd Casner Nino Todaro                           | Porsche 356B 1600                  | 10 |
| 23              | GT 1.3   | 36  | Scuderia Sant Ambroeus     | Pietro Laureati Giorgio Scarlatti                  | Alfa Romeo Giulietta SV Zagato     | 10 |
| 24              | S 1.15   | 84  | Settecolli                 | Attilio Brandi Ilfo Minzoni                        | Osca S1100                         | 10 |
| 25              | GT 1.3   | 34  | La Clessidra               | Emanuele Checo D'Angelo                            | Alfa Romeo Giulietta Sprint Veloce | 10 |
| 26              | GT 1.3   | 56  | Etna                       | Giulio Pernice Salvatore Russo                     | Alfa Romeo Giulietta Spider        | 10 |
| 27              | S 2.0    | 180 | Monte Pellegrino           | Franco Pisano Salvatore Sirchia                    | Maserati 200SI                     | 10 |
| 28              | GT 1.3   | 54  | Partenopea                 | Silvio Mandato Giuseppe Ruggero                    | Alfa Romeo Giulietta SV Zagato     | 10 |
| 29              | GT 2.5   | 108 | Monte Pellegrino           | Sergio Mantia Giuseppe D'Amico                     | Alfa Romeo 2500                    | 10 |
| 30              | GT 2.5   | 106 | Aldo Mancini               | Aldo Mancini Rosario Buondonno                     | Alfa Romeo 2500                    | 10 |
| 31              | GT 2.5   | 114 | Ovidio Capelli             | Ovidio Capelli Ottavio Prandoni                    | Fiat 1500                          | 10 |
| 32              | GT 1.3   | 32  | Settecolli                 | Fernando Natella Raffaele Fiordelisi               | Alfa Romeo Giulietta SV Zagato     | 10 |
| 33              | GT 1.15  | 16  | Scuderia Castellotti       | Cesare Largaioli Teodoro Zeccoli                   | Lancia Appia                       | 10 |
| 34              | GT 2.5   | 98  | Etna                       | Marco Vannucci Gian-Carlo Carfi                    | Lancia Aurelia B                   | 10 |
| 35              | S 850    | 24  | Monte Pellegrino           | Francesco Soldano Giuseppe Ramirez                 | Fiat-Abarth 750S                   | 10 |
| 36              | S 850    | 26  | Guido Garufi               | Guido Garufi Franco Tagliavia                      | Fiat-Abarth 850                    | 10 |
| 37              | GT 1.15  | 12  | San Rizzo                  | Francesco Fiorentino Gregorio Rizzotti             | Lancia Appia                       | 10 |
| Ausgefallen     |          |     |                            |                                                    |                                    |    |
| 38              | GT 2.5   | 96  | Montegrappa                | Antonio Diomaiuta Giancarlo Presciutti             | Fiat 8V Zagato                     | 8  |
| 39              | GT 2.5   | 104 | Balarm                     | Francesco di Benedetto Francesco Mentesana         | Alfa Romeo 2000                    | 8  |
| 40              | GT 1.3   | 44  | Scuderia Sant Ambroeus     | Sergio Pedretti Alfonso Thiele                     | Alfa Romeo Giulietta SZ            | 7  |
| 41              | S 1.15   | 82  | Monte Pellegrino           | Domenico Rotolo Gaspare Cavaliere                  | Osca MT4                           | 7  |
| 42              | GT 2.5   | 112 | Guido Perrella             | Guido Perrella Antonio Covino                      | Alfa Romeo 2000                    | 7  |
| 43              | S 3.0    | 200 | Camoradi USA               | Umberto Maglioli Nino Vaccarella                   | Maserati Tipo 61                   | 7  |
| 44              | GT 1.3   | 62  | Balarm                     | Emanuele Trapani Guercia                           | Alfa Romeo Giulietta SS            | 6  |
| 45              | GT 2.5   | 102 | Partenopea                 | Renato Monaci Forlanini                            | Lancia Aurelia                     | 6  |
| 46              | GT 2.5   | 110 | Porsche KG                 | Huschke von Hanstein Antonio Pucci                 | Porsche 356B Carrera               | 6  |
| 47              | S 2.0    | 188 | Scuderia Serenissima       | Colin Davis Raffaele Cammarota                     | Cooper Monaco T49                  | 6  |
| 48              | S 3.0    | 192 | Partenopea                 | Domenico Tramontana Giuseppe Alotta                | Ferrari 250 GT SWB                 | 6  |
| 49              | GT 1.3   | 46  | Monte Pellegrino           | Antonio Picone Antonio di Salvo                    | Alfa Romeo Giulietta Spider        | 5  |
| 50              | S 1.6    | 154 | Scuderia Serenissima       | Giovanni Giordano Gaetano Starrabba                | Osca MT4                           | 5  |
| 51              | S 3.0    | 202 | Scuderia Ferrari           | Cliff Allison Richie Ginther                       | Ferrari 250TRI60                   | 5  |
| 52              | GT 1.3   | 38  | Partenopea                 | Dario Sepe Sergio Bettoja                          | Alfa Romeo Giulietta SZ            | 4  |
| 53              | S 1.15   | 76  | Balarm                     | Mario Raimondo Salvatore Calascibetta              | Osca MT4                           | 4  |
| 54              | GT 850   | 4   | Monte Pellegrino           | Roberto Bonomi Arnaldo Cavalieri                   | Fiat-Abarth 750                    | 3  |
| 55              | S 850    | 22  | Etna                       | Gaetano Spampinato Giuseppe Matera                 | Fiat-Abarth 750                    | 3  |
| 56              | GT 2.5   | 94  | Balarm                     | Bartolomeo Donato Giuseppe Pizzo                   | Alfa Romeo 2000                    | 3  |
| 57              | GT 1.3   | 64  | Scuderia Sant Ambroeus     | Sergio Bettoja „Sagitttario“                       | Alfa Romeo Giulietta SS            | 2  |
| 58              | S 1.15   | 72  | Virgilio Conrero           | Francesco De Leonibus Gino Munaron                 | Conrero-Alfa Romeo 1150            | 2  |
| 59              | S 1.15   | 80  | Scuderia Sant Ambroeus     | Umberto Bini Hans Bauer                            | Osca S1100                         | 2  |
| 60              | GT 2.5   | 124 | Monte Pellegrino           | Rosario Montalbano Gaspare Bologna                 | Fiat 8V                            | 2  |
| 61              | GT 850   | 8   | Trinacria                  | Michele Paratore Benedetto Manasseri               | Fiat-Abarth 750                    | 1  |
| 62              | GT 1.3   | 40  | Etna                       | Giuseppe Grasso Vito Sabbia                        | Alfa Romeo Giulietta Sprint        | 1  |
| 63              | GT 1.3   | 58  | Partenopea                 | Paolo Samona „Dracula“                             | Alfa Romeo Giulietta SV Zagato     | 1  |
| 64              | S 1.15   | 78  | Monte Pellegrino           | Giovanni Napoli Angelo Marino                      | Ermini                             | 1  |
| 65              | S 1.6    | 162 | Vincenzo Arena             | George Bauer Carroll Smith                         | Osca 1500S                         | 1  |
| 66              | S 2.0    | 178 | Luigi Bellucci             | Odoardo Govoni Mennato Boffa                       | Maserati Tipo 60                   | 1  |
| 67              | S 2.0    | 186 | Luigi Bellucci             | Mennato Boffa Adolfo Tedeschi                      | WRE                                | 1  |
| 68              | GT 2.5   | 122 | Monte Pellegrino           | Alfonso Vella Pietro Termini                       | Fiat 8V                            | 1  |
| 69              | S 1.6    | 158 | Settecolli                 | Raffaele Fiordelisi Bartolomeo Donato              | Alfa Romeo 1500 Sport              | 1  |
| Nicht gestartet |          |     |                            |                                                    |                                    |    |
| 70              | GT 850   | 6   | Madunina                   | Michele Perillo Angelo Ambrogio                    | Fiat-Abarth 750                    | 1  |
| 71              | GT 1.3   | 52  | Aretusa                    | Aldo Tine Matteo Sgarlata                          | Alfa Romeo Giulietta Sprint        | 2  |
| 72              | GT 2.5   | 100 | Aretusa                    | Manlio Santuccio Matteo Sgarlata                   | Fiat 8V                            | 3  |
| 73              | GT + 2.5 | 132 | Scuderia Sant Ambroeus     | Casimiro Toselli Nino Todaro                       | Ferrari 250 GT                     | 4  |
| 74              | GT + 2.5 | 138 | Partenopea                 | Giuseppe Allotta Giorgio Scarlatti                 | Ferrari 250 GT                     | 5  |
| 75              | S 2.0    | 182 | Luigi Bellucci             | Luigi Bellucci Vincenzo Sorrentino                 | WRE                                | 6  |
| 76              | S 3.0    | 196 | Scuderia Ferrari           | Cliff Allison Phil Hill                            | Ferrari 250TRI/60                  | 7  |
| 77              | S 3.0    | T   | Scuderia Ferrari           | Paul Frère                                         | Ferrari 250TR                      | 8  |

1 nicht gestartet
2 nicht gestartet
3 nicht gestartet
4 nicht gestartet
5 nicht gestartet
6 nicht gestartet
7 Unfall im Training
8 Trainingswagen

### Nur in der Meldeliste
Hier finden sich Teams, Fahrer und Fahrzeuge, die ursprünglich für das Rennen gemeldet waren, aber aus den unterschiedlichsten Gründen daran nicht teilnahmen.
| Pos. | Klasse | Nr. | Team         | Fahrer       | Chassis          |
| ---- | ------ | --- | ------------ | ------------ | ---------------- |
| 78   | S 3.0  |     | Camoradi USA | Lloyd Casner | Maserati Tipo 61 |

### Klassensieger
| Klasse   | Fahrer                  | Fahrer               | Fahrer        | Fahrzeug                        | Platzierung im Gesamtklassement |
| -------- | ----------------------- | -------------------- | ------------- | ------------------------------- | ------------------------------- |
| S 3.0    | Wolfgang von Trips      | Phil Hill            |               | Ferrari Dino 246S               | Rang 2                          |
| S 2.0    | Joakim Bonnier          | Hans Herrmann        |               | Porsche 718 RS 60               | Gesamtsieg                      |
| S 1.6    | Edgar Barth             | Graham Hill          |               | Porsche 718 RS 60               | Rang 5                          |
| S 1.15   | Ada Pace                | Giancarlo Castellina |               | Osca S1100                      | Rang 11                         |
| S 850    | Francesco Soldano       | Giuseppe Ramirez     |               | Fiat-Abarth 750S                | Rang 35                         |
| GT + 2.5 | Edoardo Lualdi          | Giorgio Scarlatti    |               | Ferrari 250 GT LWB              | Rang 10                         |
| GT 2.5   | Paul-Ernst Strähle      | Dieter Lissmann      | Herbert Linge | Porsche 356B Carrera Abarth GTL | Rang 6                          |
| GT 1.3   | Vincenzo Riolo          | Alessandro Federico  |               | Alfa Romeo Giulietta SS         | Rang 13                         |
| GT 1.15  | Gérard Laureau          | Bernard Cahier       |               | DB                              | Rang 16                         |
| GT 850   | kein Teilnehmer im Ziel |                      |               |                                 |                                 |

### Renndaten
- Gemeldet: 78
- Gestartet: 69
- Gewertet: 37
- Rennklassen: 9
- Zuschauer: unbekannt
- Wetter am Renntag: heiß, Regen in den Bergen
- Streckenlänge: 72,000 km
- Fahrzeit des Siegerteams: 7:33:08,200 Stunden
- Gesamtrunden des Siegerteams: 10
- Gesamtdistanz des Siegerteams: 720,000 km
- Siegerschnitt: 95,335 km/h
- Pole Position: keine
- Schnellste Rennrunde: Wolfgang von Trips – Ferrari Dino 246S (#94) – 40:39,210
- Rennserie: 3. Lauf zur Sportwagen-Weltmeisterschaft 1959